# Karnberg (Gemeinde St. Veit an der Glan)
Karnberg ist eine Ortschaft in der Gemeinde Sankt Veit an der Glan im Bezirk Sankt Veit an der Glan in Kärnten, in Österreich. Die Ortschaft hat 66 Einwohner (Stand 1. Jänner 2024). Sie liegt auf dem Gebiet der Katastralgemeinde Projern.

## Lage
Die Ortschaft liegt im Glantaler Bergland im Süden des Bezirks Sankt Veit, nördlich des Ulrichsbergs, westlich von Projern.

## Geschichte

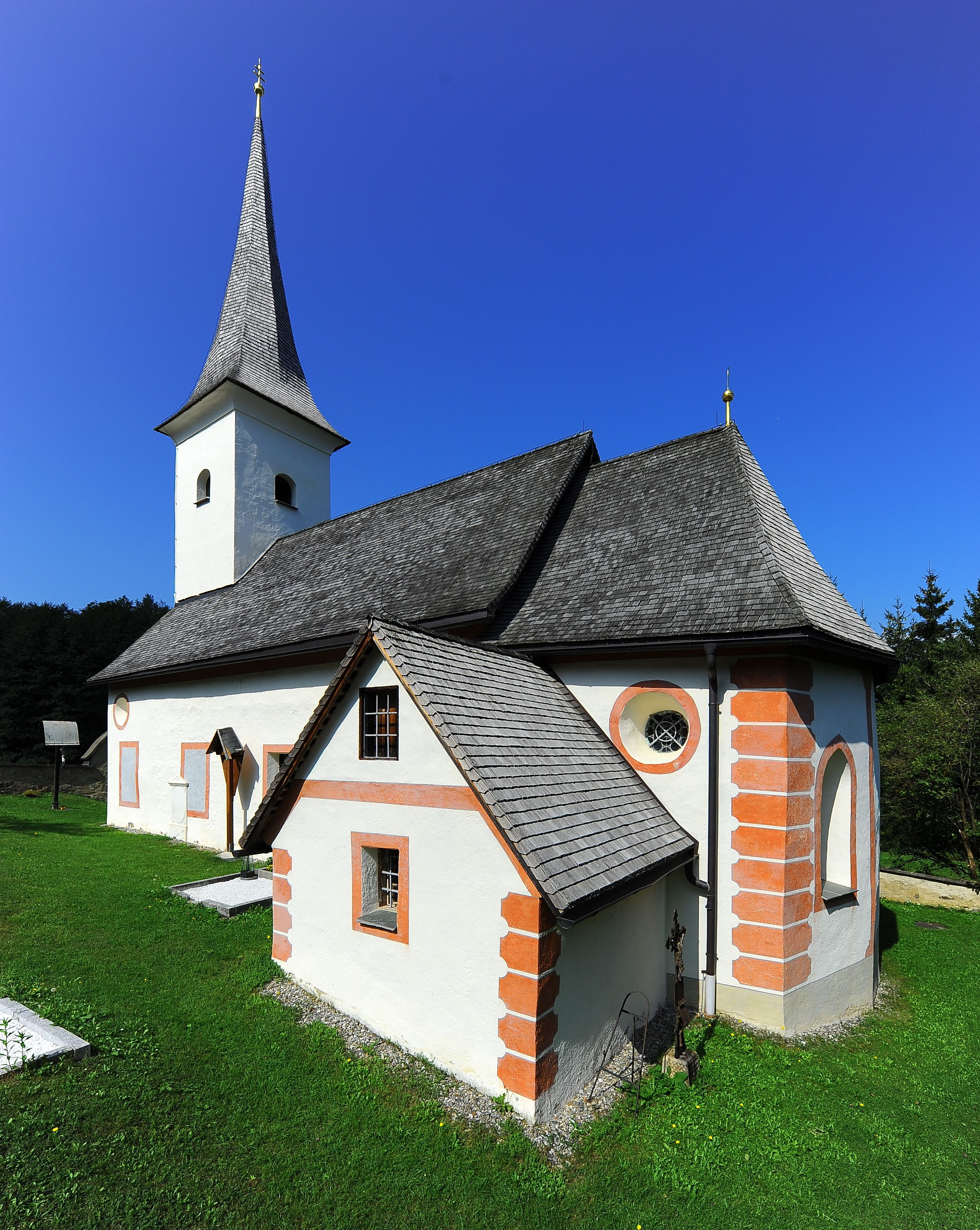
Filialkirche Hl. Martin, Karnberg

1407 wurde die Kirche Hl. Martin als Filiale der Pfarre Projern erwähnt.
Zunächst in der Steuergemeinde St. Peter am Karlsberg liegend, gehörte der Ort in der ersten Hälfte des 19. Jahrhunderts zum Steuerbezirk Karlsberg. Bei Bildung der Ortsgemeinden im Zuge der Reformen nach der Revolution 1848/49 kam Karnberg an die Gemeinde St. Peter am Bichl im Bezirk Klagenfurt-Land. Per 1. Jänner 1973 wurden die Katastralgemeinde-, Gemeinde- und Bezirksgrenzen geändert; Karnberg liegt seither in der Katastralgemeinde Projern und gehört zur Gemeinde Sankt Veit an der Glan im Bezirk Sankt Veit an der Glan.

## Bevölkerungsentwicklung
Für die Ortschaft ermittelte man folgende Einwohnerzahlen:
- 1869: 12 Häuser, 95 Einwohner[3]
- 1880: 11 Häuser, 77 Einwohner[4]
- 1910: 12 Häuser, 76 Einwohner[5]
- 1961: 7 Häuser, 35 Einwohner[6]
- 2001: 19 Gebäude (davon 14 mit Hauptwohnsitz) mit 19 Wohnungen; 45 Einwohner und 4 Nebenwohnsitzfälle; 15 Haushalte; 0 Arbeitsstätten, 3 land- und forstwirtschaftliche Betriebe[7]
- 2011: 24 Gebäude, 65 Einwohner, 24 Haushalte, 3 Arbeitsstätten[8]
- 2021: 26 Gebäude, 61 Einwohner, 25 Haushalte, 7 Arbeitsstätten[9]